# Uralsko gorovje
Uralsko gorovje (rusko Ура́льские го́ры), tudi samo Ural, je staro gorovje v Rusiji in Kazahstanu, ki se razprostira približno 2500 km od severa proti jugu, od obale Arktičnega oceana, skozi zahodno Rusijo do izvira reke Ural na severovzhodu Kazahstana, geološko pa je del iste gorske verige še otočje Nova dežela na severu. Najvišji vrh je Narodna gora s 1.895 m nadmorske višine.
Kot staro gorovje je lahko prehodno in nižje kot mlada gorovja, kamnine pa so bogate z rudami. Regija je izjemnega gospodarskega pomena tudi zaradi obsežnih gozdov.
Vzhodni rob gorovja obravnavamo kot naravno mejo med Evropo in Azijo. Ruski del upravno sodi v Uralsko zvezno okrožje.